# 韋滕山
72°37′S 3°50′W / 72.617°S 3.833°W
韋滕山是南極洲的山峰，位於東部南極洲的毛德皇后地，處於赫格斯卡弗倫山西北面3.7公里，屬於博格地塊的一部分，由挪威的製圖師根據測量和空中照片繪入地圖。